# Martin Zimmermann (Produzent)
Martin Zimmermann (* 20. Jahrhundert) ist ein deutscher Filmproduzent aus Köln.
Martin Zimmermann wurde nach seinem Studium an der Universität zu Köln ab 1997 als Filmproduzent tätig. Zu seinen Arbeiten gehören überwiegend Fernsehfilme, darunter Das Wunder von Lengede, Zwölf Winter und Die Frau des Schläfers. Seit 2013 ist Zimmermann bei der Rat Pack Filmproduktion aktiv.

## Filmografie (Auswahl)
- 1997: Geisterjäger John Sinclair: Die Dämonenhochzeit
- 2001: Liebe unter weißen Segeln
- 2003: Das Wunder von Lengede
- 2009: Zwölf Winter
- 2010: Die Frau des Schläfers
- 2013: Mord in Eberswalde
- 2017: Nackt. Das Netz vergisst nie.
- 2017: Tatort: Am Ende geht man nackt
- 2018–2023: Daheim in den Bergen (Fernsehserie, 9 Folgen)
- 2019: Was wir wussten – Risiko Pille